# HyperMemory

HyperMemory

HyperMemory era uma marca para o método da ATI de usar a RAM principal do sistema da placa-mãe como parte ou toda a memória de vídeo da placa de vídeo em sua linha de placas de vídeo Radeon e chipsets de placa-mãe. Ele se baseia em novos mecanismos de transferência rápida de dados dentro do PCI Express.
No entanto, para compensar a RAM do sistema inevitavelmente mais lenta com uma placa de vídeo, um pequeno framebuffer local de alta largura de banda geralmente é adicionado à própria placa de vídeo. Isso pode ser notado por um ou dois pequenos chips de RAM nessas placas, que geralmente têm um barramento de 32 ou 64 bits para a GPU. Essa pequena memória local armazena em cache os dados mais frequentemente necessários para acesso mais rápido, corrigindo de certa forma a alta latência inerente à conexão com a RAM do sistema.
As áreas de memória local e do sistema não são visivelmente separadas para o usuário e, muitas vezes, as soluções HyperMemory são anunciadas como tendo até 4.096 MB de RAM, quando na verdade isso se refere ao uso potencial da RAM do sistema.
O HyperMemory oferece redução significativa de custos para placas de vídeo de baixo custo devido à redução na complexidade dos traços no PCB da placa de vídeo e à redução na quantidade de RAM necessária na placa. A solução oferece excelente desempenho para tarefas de aceleração 2D, mantendo também velocidade de memória adequada, capaz de rodar alguns jogos 3D modernos com qualidade reduzida. Uma placa de vídeo com HyperMemory normalmente é mais lenta em benchmarks 3D do que uma placa de vídeo similar que tenha sua própria memória de vídeo discreta.
Placas de vídeo implementadas com HyperMemory geralmente possuem o sufixo HM ou LE. Para mais detalhes, consulte Sufixos de placas de vídeo ATI.